# Hospital Mater Christi de Tineo
El Hospital de Peregrinos Mater Christi, situado en el casco histórico de la villa asturiana de Tineo, es un edificio del que apenas quedan restos constructivos de lo que fueron Capilla y Hospital, al servicio de las peregrinaciones a Santiago.

## Historia

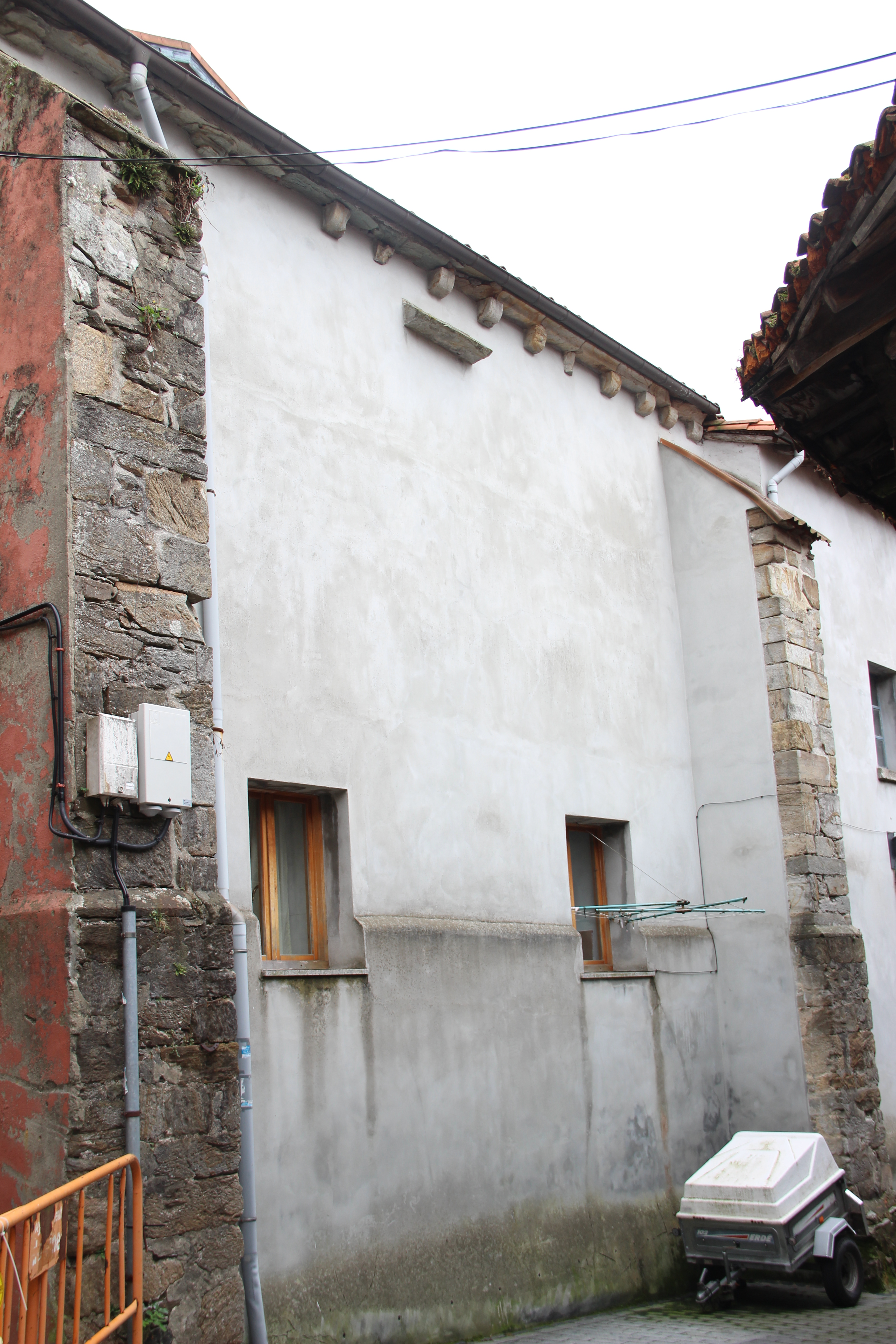
Restos de la fachada del Hospital.

Al conocerse el hallazgo de los restos del apóstol Santiago (siglo IX) será el rey Alfonso II El Casto quien, desde la corte ovetense, marche al lugar de Compostela a visitar la tumba recién descubierta, para venerarla como primer peregrino jacobeo. El Camino Primitivo actual, tiene su origen en esa primera peregrinación, pudiendo afirmarse, por el itinerario documentado de esta, que ambos son bastante coincidentes, siendo desde siempre la villa de Tineo, uno de los hitos de este recorrido.
No existe constancia de la fecha de fundación del Hospital de Peregrinos. El historiador tinetense Claudio Zardaín, se decanta por atribuirla a la Orden de los Templarios, una de cuyas misiones en aquellos tiempos era la de socorrer a los caminantes que peregrinaban al sepulcro del apóstol. Por su parte, Manuel Caballero y Flórez Valdés, escribía en 1690 que ”no consta por instrumento su fundazión que en todos los acuerdos se estiló siempre decir que su fundazión se debe a los vezinos nobles de la villa”.
La mención más antigua en el tiempo, que nos consta sobre su existencia, es la que recoge F. Menéndez de Llano: “Y así, los que llegaban a Tineo, por San Roque, recobraban aquí fuerzas de flaqueza en el Hospital de Peregrinos Mater Christi, que en la villa existía, desde tiempo inmemorial, y en cuyos confortables y cómodos aposentos pernoctó el Rey Alfonso, hacia el año 1216”.
Al esplendor del Hospital, contribuyó grandemente el otorgamiento por parte del rey Alfonso IX, en 1214, de la Carta Puebla a Tineo, y la concesión en 1222 al Monasterio de Obona, por este mismo monarca, de un privilegio en el que disponía la obligatoriedad que tenían los peregrinos de pasar por Tineo y  Obona (”...amenazo a todo aquel que osara desviar a los peregrinos a Santiago de su pola de Tineo y Obona...”).
Otras menciones al Hospital y a sus bienes, las tenemos en Manuel Caballero y Flórez Valdés, quien en 1690, afirma “Vi de el testamento de Guillén García Caballeros, echo año de 1362 (téngole impreso); vi el apeo del Cavildo del Presentamiento de Tineo fecho año de 1495 (tengo copia); vi del testamento de García García, fecho año de 1389 que dió cientos de vienes a la Cofradía de Nuestra Señora de Mater Xpti de Tineo, cuando se asentó Cofrade”. Este autor concluye afirmando que este Hospital es de los más suntuosos del Obispado de Oviedo, tanto por la Iglesia casa y aparato, como por su renta. Esto era debido a que los vecinos nobles de la villa, lo dotaban con numerosos bienes, asentándose así como Patronos Privativos y Cofrades Perpetuos, para sí y para sus descendientes.
Otra prueba del valioso patrimonio que llegó a poseer, lo conocemos por el apeo realizado en 1680, por el notario Lucas González Naón, que precisó de 51 días para recorrer una gran cantidad de pueblos desperdigados por todo el territorio tinetense, y detallar las características, rentas y foros estipulados para los bienes raíces del Hospital, en ellos ubicados.

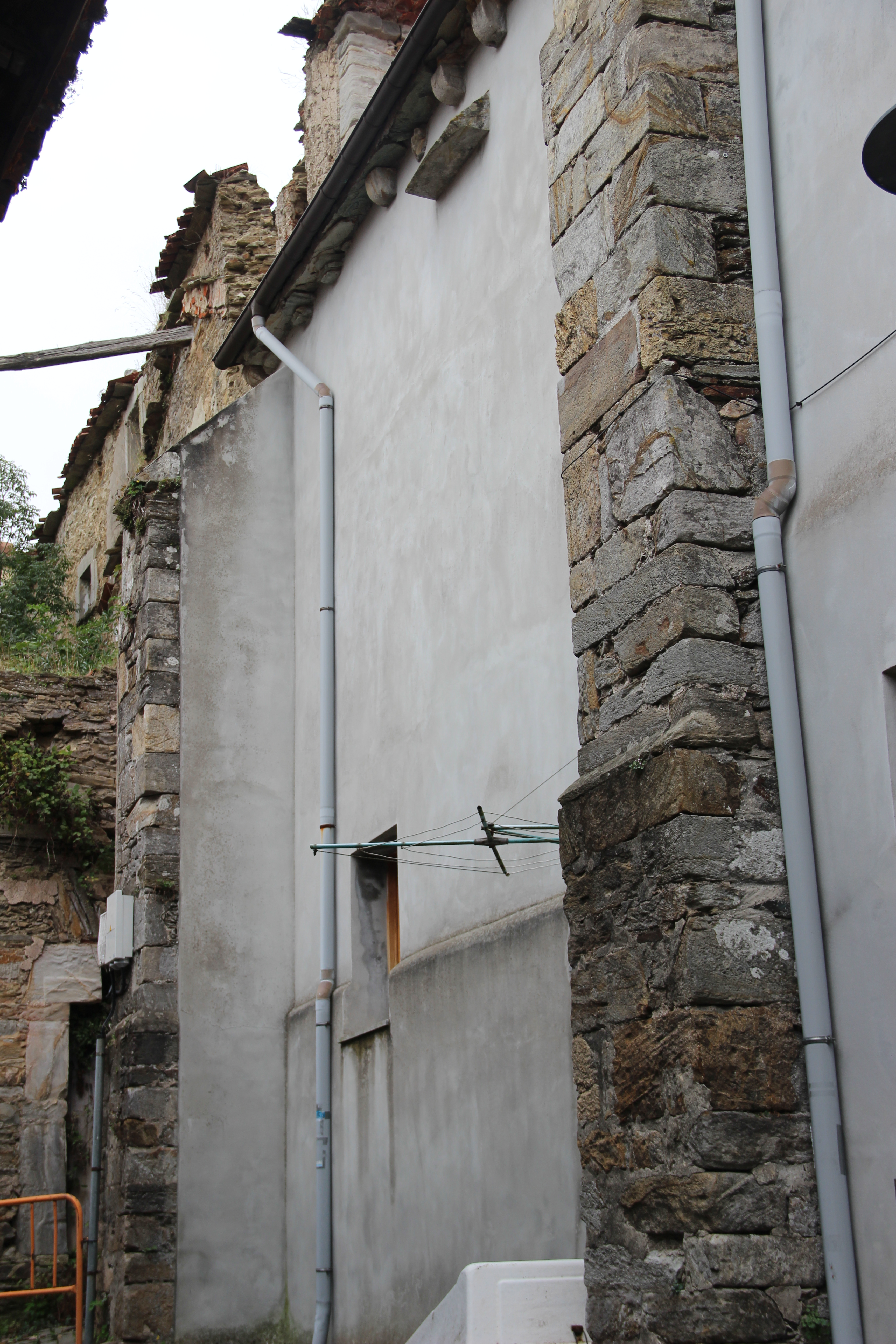
Contrafuertes de la fachada.

El Hospital va a registrar un paulatino declive, como consecuencia tanto del decaimiento de las peregrinaciones, como del predominio del Camino Francés en detrimento del Camino Primitivo. El que fue Cronista Oficial de Tineo, J. A. Fernández Lamuño, recoge que se tiene constancia de que a comienzos del siglo XIX, una parte de los locales que ocupaban el Hospital y la Capilla, son destinados por el Ayuntamiento a escuela de primeras letras, debiendo acondicionarse el edificio por encontrarse “enteramente deteriorado y arruinado a causa de la guerra desoladora con el tirano de la Francia”.
No se conoce con certeza en qué momento dejó de prestar sus servicios asistenciales, aunque un escrito de 1829, en el que un vecino reclama el puesto de Mayordomo del hospital, atestigua que en esa fecha, seguía sirviendo de albergue y refugio a pobres y transeúntes.
Con la Desamortización de Mendizábal, el Hospital pasó a ser de propiedad municipal, si bien la Capilla ya había dejado de tener culto en 1834, y sus locales se destinaron a cárcel provisional, hasta la construcción de un nuevo edificio destinado a Cárceles y Consistoriales, mientras que la escuela de primeras letras continuó en el local del Hospital, hasta el año 1841 en que se trasladó al cercano convento de San Francisco.
Años más tarde, el Ayuntamiento cede a la Sociedad Lírica de Tineo, la Capilla y a esta se anexiona una parte del antiguo Hospital (que ya había pasado a ser de propiedad privada), convirtiéndose en el Teatro de Tineo. Con el paso del tiempo, y ante el progresivo deterioro del edificio que amenazaba ruina, en 1899, se promueve entre los vecinos una suscripción de fondos, que permitieron la realización de algunas reparaciones, una de las cuales fue la excavación para levantar el escenario, bajo el cual aparecieron restos humanos en tal cantidad, que se precisó de un carro para su traslado al cementerio, y que nos revela que los enterramientos en la Capilla eran una práctica regular.
Finalmente en 1928, y “ante la inutilidad para el servicio a que estaba destinado”, el Ayuntamiento enajena por 14.000 pesetas el teatro (que en ese momento se denominaba Teatro Victoria), pasando desde entonces la totalidad del antiguo Hospital Mater Christi, a ser de propiedad privada.
La labor asistencial se retomaría en la villa en 1993 (aunque en otro emplazamiento), con la creación del Albergue de Peregrinos Mater Christi. Es esta una instalación de titularidad municipal, en cuyo nombre se ha querido recordar, al viejo Hospital que durante siglos acogió a los caminantes que se dirigían a Compostela.

## Arquitectura

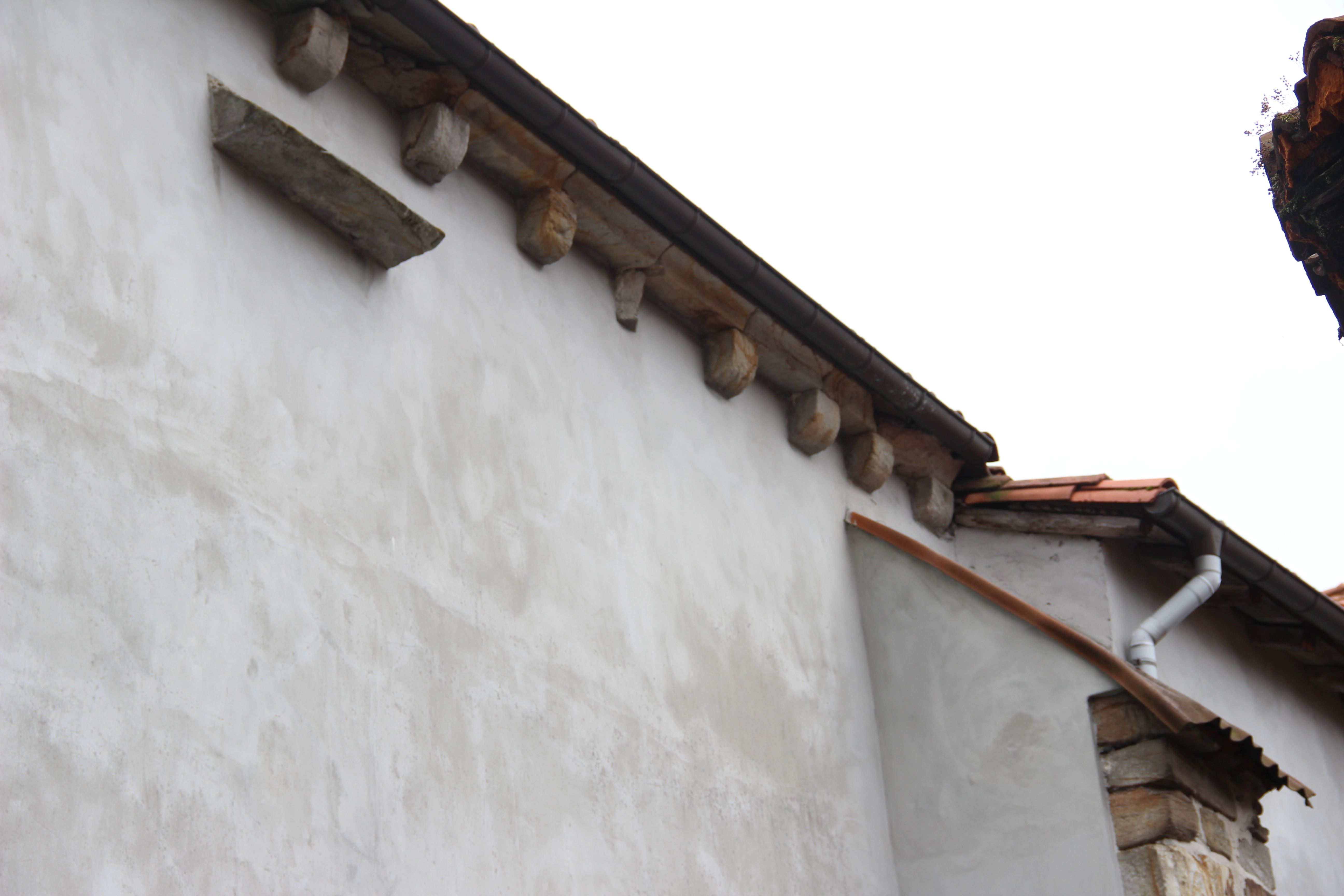
Canecillos.

El Hospital Mater Christi, se levantaba entre la actual Calle Mayor y la Venera de Ojitos, limitado al noreste y suroeste por otras dos veneras (venera es el nombre que reciben en Tineo los callejones). Se cree que el conjunto, coincidiría en gran medida con la manzana actual, por lo que tendría unas dimensiones de 27 por 15 metros. De sus cuatro fachadas, en dos de ellas no quedaba ningún resto constructivo, mientras que en la zona suroeste del solar, que era la que ocupaba el Hospital, se podían contemplar en su fachada, el arco de acceso al mismo, así como los sillares que enmarcaban puertas y ventanas, siendo dos de estas alargadas y estrechas, a modo de saeteras de estilo altomedieval. Lamentablemente, en la primera década del siglo XXI, se autorizó su derribo para la construcción de un nuevo edificio, desapareciendo así cualquier vestigio del Hospital.
Después de este derribo, los únicos restos constructivos que se pueden contemplar desde el exterior, son los muros y dos contrafuertes, así como una hilera de canecillos, pertenecientes todos ellos a la Capilla, y visibles en la Venera de Ojitos. Por lo que respecta a su interior, conserva muros, cubierta, arquerías, así como una bóveda apuntada de 8,10 metros de altura, en la que se han descubierto pinturas de temática religiosa que parecen datar del siglo XV, según Magín Berenguer. Al haberse habilitado el templo como vivienda, el tabicado practicado, dificulta el examen y contemplación del interior del mismo.
Respecto a otros vestigios relacionados con esta Capilla, conocemos que durante su utilización como teatro, seguía habiendo a la entrada del mismo, una hornacina con una talla medieval policromada de Santa Ana. El párroco, que consideraba inaceptable, que delante de una imagen sagrada se desarrollasen espectáculos profanos, y tras enfrentarse al vecindario tinetense, consiguió trasladarla al atrio de la cercana Iglesia de San Francisco, de donde pasó al Museo de Arte Sacro de Tineo.
Se tiene conocimiento de una segunda imagen, merced a un suceso que alcanzó repercusión popular. Durante el período en que la Capilla, se utilizó como prisión provisional, había en esta, una hornacina con una talla de madera de un Santo Cristo. Una persona, que se hallaba en estado de embriaguez, entretuvo la noche de su estancia, en sacar con una navaja los ojos al Santo Cristo, encontrándose al día siguiente con la vista enferma, y quedando ciego en una semana. Este incidente sucedido, a quien pasaría a ser conocido como el Ciego de la Pichona, alcanzaría gran notoriedad, al considerarse un castigo divino. Se ignora el paradero de la imagen del Santo Cristo.